# Federación Española de Amigos de los Museos
La Federación Española de Amigos de Museos (FEAM) es una organización sin ánimo de lucro que fue creada en 1983. Sus principales promotores fueron los miembros de la Asociación de Amigos de los Museos de Cataluña y de la Fundación de Amigos del Museo del Prado, ya que detectaron la necesidad de impulsar una Federación Nacional que reuniera a todas las asociaciones con el mismo fin y que les representara dentro de la Federación Mundial de Amigos de Museos.
La FEAM es miembro de pleno derecho desde su fundación de la Federación Mundial de Amigos de los Museos, institución que engloba a federaciones de Amigos de 28 países, con más de 2 millones de asociados.

## Principales objetivos
- Impulsar las iniciativas que surgen en la sociedad vinculadas a los museos y al patrimonio cultural.[2]
- Integrar y apoyar a las asociaciones miembro.
- Representar al sector de Amigos de los museos ante organismos públicos y privados, nacionales y extranjeros.
- Estimular la creación y el desarrollo de nuevas asociaciones.
- Actuar como foro de intercambio de conocimiento y experiencia entre asociaciones.
- Promover la investigación en el entorno de los museos.
- Promover la participación de la sociedad en la vida cultural involucrando al ciudadano como miembro activo en su entorno.
- Sensibilizar a la población respecto al patrimonio / legado histórico artístico.
- Crear una red internacional de colaboración entre ciudadanos responsables interesados por la cultura.
- Promover un Turismo Cultural de calidad y respetuoso con el patrimonio.[3]